# Idol (chanson)
Pour les articles homonymes, voir Idol (homonymie).
Singles de BTS
Fake Love Waste it on Me
Idol est une chanson enregistrée par le groupe sud-coréen BTS, publiée le 24 août 2018 par Big Hit Entertainment. C'est un single au sein de leur album Love Yourself: Answer. Une version alternative de la chanson, mettant en vedette Nicki Minaj, a également été réalisée et incluse comme bonus avec l'album numérique. Le single a fait ses débuts au numéro 11 du Billboard Hot 100, et 43 000 téléchargements ont été vendus, sur l'une ou l'autre des versions, au cours de la première semaine de vente aux États-Unis. Il est certifié or par la RIAA.

## Sortie
À la veille de la sortie du single, des rumeurs avaient circulées à propos d'une collaboration entre BTS et Nicki Minaj sur ce titre. Le 24 août 2017, deux heures avant la sortie officielle de l'album, Big Hit Entertainment a confirmé qu'une version alternative de Idol mettant en vedette Nicki Minaj serait incluse dans la version numérique de l'album en tant que titre bonus,.
Après sa sortie, la chanson a inspiré un défi de danse sur Internet connu sous le nom de Idol Challenge, dans lequel les gens dansent sur le refrain de la chanson,. Le défi a été relevé par différentes célébrités telles que Zelo, membre du B.A.P..

## Composition
Comme décrit par Tamar Herman de Billboard, l'orchestration du titre recourt à différents instruments coréens classiques. Selon les médias, la chanson et le clip ont été inspirés par le genre coréen pansori et le film Face / Off de John Woo en 1997. Selon Yonhap, « cette chanson est une musique de danse électronique inspirée de la musique sud-africaine ». Un rédacteur de  Rolling Stone explique que les rythmes africains se superposent aux rythmes coréens traditionnels.
Idol est dans la tonalité de do # mineur et incorpore différents styles tels que pop, world, R & B contemporain et K-pop. Les deux versions ont une cadence de 126 battements par minute.